# 4-甲氧基菲-2,5-二酚
4-甲氧基菲-2,5-二酚是一种有机化合物，分子式C15H12O3，存在于密花石斛（Dendrobium densiflorum）、美花石斛（Dendrobium loddigesii）、杓唇石斛（Dendrobium moschatum）、广东石豆兰（Bulbophyllum kwangtungense）等兰科植物中。